# Doppia identità (film 1990)
Doppia identità (Impulse) è un film del 1990 diretto da Sondra Locke.

## Trama
Lottie Mason è un'agente della polizia di Los Angeles che la notte si finge una prostituta per fare da esca. Molestata dal suo superiore, è sotto inchiesta degli affari interni a causa di una sparatoria in cui aveva ucciso un criminale. Costretta dal dipartimento a farsi vedere da una psichiatra, in modo da capire se il traumatico evento ha influito sul modo di svolgere il suo lavoro, Lottie, che nel frattempo ha intrapreso una relazione con il procuratore distrettuale Stan Harris, durante una delle sedute rivela delle torbide fantasie legate ai suoi incarichi notturni. Proprio dopo una di queste pericolose operazioni la donna si reca in un locale, dove uno sconosciuto le offre una grossa somma di denaro per portarla nella propria abitazione; lei si lascia convincere, ma l'uomo in realtà è Tony Peron, un malavitoso ricercato da Stan Harris. Mentre è nella villa di Peron cambia idea e decide di andarsene, ma sente un colpo di pistola e rinviene il corpo dell'uomo ormai morto; nel suo portafogli trova la chiave di un armadietto dell'aeroporto e la porta via con sé, dopo aver cancellato le proprie tracce e denunciato in forma anonima l'omicidio. Nell'armadietto è contenuta una valigetta con un milione di dollari che la donna decide di tenersi. A causa di un identikit effettuato da alcuni testimoni Lottie si ritrova a essere sospettata dell'omicido da Stan Harris, ma a seguito di una trappola tesa dalla polizia il colpevole si rivela essere un criminale posto in precedenza dallo stesso Harris nel programma protezione testimoni, il quale avrebbe dovuto testimoniare insieme a Peron in un processo contro un boss malavitoso. Lottie decide di dimettersi dalla polizia e partire con i soldi della valigetta, ma all'ultimo si ravvede e dice a Stan Harris di restituirli.